# Placothuria ohshimai
Placothuria ohshimai is een zeekomkommer uit de familie Placothuriidae.
De wetenschappelijke naam van de soort werd in 1997 gepubliceerd door Yulin Liao.